# Leptogaster longipes
Leptogaster longipes är en tvåvingeart som beskrevs av Walker 1858. Leptogaster longipes ingår i släktet Leptogaster och familjen rovflugor. Inga underarter finns listade i Catalogue of Life.